# Fonologia e ortografia do gaélico escocês
Não existe uma variedade padrão de gaélico escocês; embora as afirmações abaixo sejam sobre todos ou a maioria dos dialetos, os dialetos do noroeste (Hébridas Exteriores, Skye e as Terras Altas do Noroeste) são discutidos mais do que outros, pois representam a maioria dos falantes.
A fonologia gaélica é caracterizada por:
- um inventário de fonemas particularmente rico em fonemas coronais sonorantes (comumente nove no total)[1]
- um conjunto contrastante de consoantes palatalizadas e não palatalizadas[1]
- forte entonação inicial da palavra e redução de vogais em sílabas átonas[1]
- A presença de preaspiração de oclusivas em certos contextos[1]
- entonação descendente na maioria dos tipos de frases, incluindo perguntas[1]
- lenição e fenômenos extremos de sândi[1]

Devido à concentração geográfica de falantes do gaélico ao longo da costa oeste com suas numerosas ilhas, os dialetologistas gaélicos tendem a atribuir a cada ilha seu próprio dialeto. No continente, nenhuma fronteira dialetal clara foi estabelecida até agora, mas as áreas principais são geralmente consideradas como Argyllshire, Perthshire, Moidart/Ardnamurchan, Wester Ross e Sutherland.

## História da disciplina
As descrições da língua concentraram-se amplamente na fonologia. O naturalista galês Edward Lhuyd publicou o primeiro grande trabalho sobre o gaélico escocês após coletar dados nas terras altas escocesas entre 1699 e 1700, em particular dados sobre o gaélico Argyll e os dialetos agora obsoletos do nordeste de Inverness-shire.
Após uma lacuna significativa, de meados ao final do século XX assistiu-se a uma grande enxurrada de estudos de dialeto, em particular por estudiosos escandinavos, novamente focalizando amplamente a fonologia:  
- 1938 Nils Holmer Studies on Argyllshire Gaelic publicado pela Universidade de Uppsala
- 1937 Carl Borgstrøm The Dialect of Barra published publicado pelo Norsk Tidskrift para Sprogvidenskap
- 1940 Carl Borgstrøm The Dialects of the Outer Hebrides publicado pelo Norsk Tidskrift para Sprogvidenskap
- 1941 Carl Borgstrøm The Dialects of Skye and Ross-shire publicado pela Imprensa da Univerdade da Noruega
- 1956 Magne Oftedal The Gaelic of Leurbost, Isle of Lewis publicado pelo Norsk Tidskrift para Sprogvidenskap
- 1957 Nils Holmer The Gaelic of Kintyre publicado pelo Instituto de Dublin para estudos avançados
- 1962 Nils Holmer The Gaelic of Arran publicado pelo Instituto de Dublin para estudos avançados
- 1966 Gordon MacGillFhinnein Gàidhlig Uibhist a Deas ("South Uist Gaelic") publicado pelo Instituto de Dublin para estudos avançados
- 1973 Elmar Ternes The Phonemic Analysis of Scottish Gaelic (focussing on Applecross Gaelic) publicado pelo Helmut Buske Verlag
- 1978 Nancy Dorian East Sutherland Gaelic publicado pelo Instituto de Dublin para estudos avançados
- 1989 Máirtín Ó Murchú East Perthshire Gaelic publicado pelo Instituto de Dublin para estudos avançados

No período entre 1950 e 1963, o trabalho de campo foi realizado para documentar todos os dialetos gaélicos remanescentes, culminando com a publicação da Pesquisa dos dialetos gaélicos da Escócia em cinco volumes pelo Instituto de Dublin para Estudos Avançados em 1997. A pesquisa coletou dados de informantes tão ao sul como Arran, Cowal, Brig o 'Turk, a leste de Blairgowrie, Braemar e Grantown-on-Spey, a nordeste de Dunbeath e Portskerra e todas as áreas a oeste dessas áreas, incluindo St Kilda.

## Vogais
O seguinte é um gráfico dos fonemas vocálicos monotongos que aparecem em gaélico escocês:
|               | Frontal | Central | Traseira | Traseira | Traseira |
| Não rodeada   | Frontal | Central | Rodeada  | Rodeada  |          |
| ------------- | ------- | ------- | -------- | -------- | -------- |
| Fechada       | i       |         | ɯ        | u        |          |
| Quase fechada | ɪ       |         |          |          |          |
| Quase média   | e       | ə       | ɤ        | o        |          |
| Média aberta  | ɛ       | ə       |          | ɔ        |          |
| Aberta        | a       | a       | a        |          |          |

Todos os fonemas vocálicos, exceto /ɪ/ e /ə/, podem ser longos (representados com ⟨ː⟩) e curtos. Observe que, fonologicamente, /a/ se comporta como vogal anterior ou posterior, dependendo da área geográfica e do comprimento da vogal.

### Ditongos
O número de ditongos em gaélico escocês depende até certo ponto do dialeto em questão, mas mais comumente, 9 ou 10 são descritos: /ei, ɤi, ai, ui, iə, uə, ɛu, ɔu, au, ia/.
| Escrita | Pronúncia  | Inglês ecocês [SSE] | Como em           |
| ------- | ---------- | ------------------- | ----------------- |
| a, á    | [a], [a]   | cat                 | bata, ás          |
| à, a    | [aː]       | father/calm         | bàta, barr        |
| e       | [ɛ], [e]   | get                 | le, teth          |
| è, é    | [ɛː], [eː] | wary, late/lady     | gnè, dé           |
| i       | [i], [iː]  | tin, sweet          | sin, ith          |
| ì, i    | [iː]       | evil, machine       | mìn, binn         |
| o       | [ɔ], [o]   | top                 | poca, bog         |
| ò, o, ó | [ɔː], [oː] | jaw, boat/go        | pòcaid, corr, mór |
| u       | [u]        | brute               | Tur               |
| ù, u    | [uː]       | brewed              | tùr, cum          |
Os equivalentes em inglês fornecidos são aproximados e se referem mais de perto à pronúncia escocesa do inglês padrão. A vogal [aː] no inglês father é [ɑː] no inglês do sul. O ⟨a⟩ em inglês no final do inglês escocês é a vogal pura [eː] em vez do ditongo mais geral [eɪ]. O mesmo é verdadeiro para o ⟨o⟩ no barco inglês, [oː] no inglês escocês, em vez do ditongo [əʊ].

### Dígrafos e trígrafos
A língua usa muitas combinações de vogais, que podem ser categorizadas em dois tipos, dependendo do status de uma ou mais das vogais escritas nas combinações.
Categoria 1: vogal mais vogais glide. Nesta categoria, as vogais em dígrafos/trígrafos que estão próximos a uma consoante vizinha são, para todos os efeitos, parte da consoante, mostrando o status amplo ou restrito da consoante.
Categoria 2: 'ditongos' e 'tritongos'. Nesta categoria, as vogais são escritas juntas para representar um ditongo ou o que no irlandês médio era um ditongo.

## Consoantes
Como as línguas intimamente relacionadas, irlandês moderno e manx, o gaélico escocês contém o que é tradicionalmente referido como consoantes "largas" e "delgadas". Historicamente, as consoantes irlandesas primitivas precedendo as vogais anteriores /e/e/i/ desenvolveram uma coarticulação semelhante a [j] semelhante às consoantes palatalizadas encontradas em russo, enquanto as consoantes precedendo as vogais não anteriores /a/, /o/e/u/ desenvolveram uma coarticulação velar. Enquanto o irlandês distingue "ampla" (ou seja, consoantes foneticamente velares ou velarizadas) e "delgadas" (ou seja, consoantes foneticamente palatais ou palatalizadas), no gaélico escocês a velarização está presente apenas para / n̪ˠ l̪ˠ rˠ /. Isso significa que as consoantes marcadas como "largas" pela ortografia são, em sua maior parte, simplesmente não marcadas, enquanto as consoantes "delgadas" são palatalizadas. A principal exceção a isso são os labiais (/p pʰ m f v/), que perderam suas formas palatalizadas. O único vestígio da sua palatalização original é um deslizamento encontrado antes ou depois das vogais posteriores, e. beul/pial̪ˠ/('boca') vs beò /pjɔː/ ('vivo'). Linguistas celtas tradicionalmente transcrevem consoantes delgadas com um apóstrofo seguindo a consoante (por exemplo, m ′) e deixam consoantes amplas sem marcação.
As paradas não aspiradas em alguns dialetos (leste e sul) são expressas, como em manx e irlandês. No gaélico de Sutherland e no país MacKay, este é o caso, enquanto em todas as outras áreas a abertura total é alofônica com variação regional, a abertura ocorre em certos ambientes, como dentro de grupos de respiração e nasais homorgânicas seguintes. A variação sugere que as paradas não aspiradas no nível fonológico subjacente são sonorizadas, com de-sonorização uma variante alofônica que em alguns dialetos se tornou a realização mais comum. O gaélico de East Perthshire carece de uma distinção de voz ou de aspiração e fundiu essas paradas. Os dialetos irlandeses e manx também têm consoantes não aspiradas dessonorizadas em certos ambientes.
| Parada            | Aspirada          | pʰ | t̪ʰ |    | tʲʰ | kʲʰ | kʰ |  |
| Parada            | Surda             | p  | t̪  | tʲ | kʲ  | k   |    |  |
| Fricativa         | Surda             | f  | s̪  | ʃ  | ç   | x   | h  |  |
| Fricativa         | Expressa          | v  |    |    | ʝ   | ɣ   |    |  |
| Nasal             | Nasal             | m  | n̪ˠ | n  | ɲ   |     |    |  |
| Aproximante       | Aproximante       |    | l̪ˠ | l  | ʎ   | j   |    |  |
| Tepe              | Tepe              |    |    | ɾ  | ɾʲ  |     |    |  |
| Vibrante múltipla | Vibrante múltipla |    |    | rˠ |     |     |    |  |

Nas línguas modernas, às vezes há um contraste mais forte do gaélico antigo no significado assumido de "amplo" e "delgado". Nas línguas modernas, a diferença fonética entre consoantes "largas" e "delgadas" pode ser mais complexa do que a mera "velarização"/"palatalização". Por exemplo, o "s delgado" gaélico é tão palatalizado que se tornou pós-alveolar [ʃ].
Certas consoantes (em particular as fricativas [h x ç ɣ ʝ v] e as coronais lenis [l n ɾ ɾʲ]) são raras na posição inicial, exceto como resultado de lenição.

### Variação fonética

Os fonemas gaélicos podem ter vários alofones, bem como dialetais ou variações na pronúncia não mostradas na tabela acima. Os mais comuns são: /tʲʰ/ as [tʃʰ] ou [tɕʰ] /tʲ/ também pode ser africada:
1. Área 1 sem fricção [tʲ]
2. Área 2 com forte africação [tʒ]
3. Área 3 com fricção fraca [tʒ]

- /ɾʲ/ como [ð] em dialetos hebrideanos[6]
- /ɲ/ como [nʲ][6]

### Velarizado
/l̪ˠ/ tem 6 realizações principais, conforme mostrado no mapa:

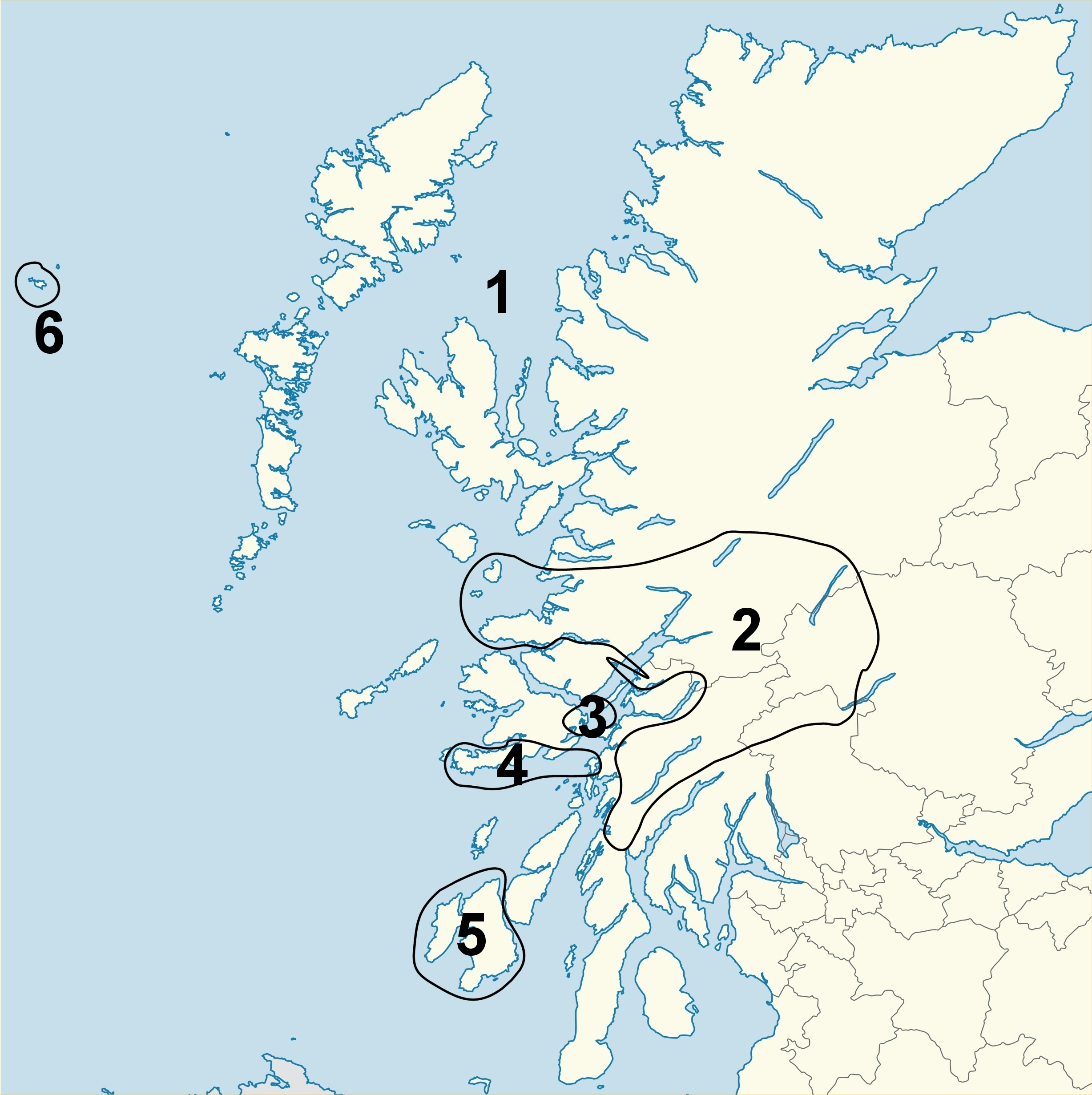

1. A área 1, de longe a mais populosa, tem [l̪ˠ]. A área inclui a maioria das Hébridas Exteriores, as Terras Altas e áreas ao sul das áreas centro-oeste, como Kintyre, Arran, Argyll e East Perthshire.
2. Área 2, Ardnamurchan, Moidart, Lochaber, South Lorn e Upper Badenoch tem [l̪ˠw] ou [wl̪ˠ]
3. A área 3, entre Mull e Lismore, vocalizou: [w]
4. A área 4, no sul de Mull e Easdale, tem [ð] ou [ðˠ]
5. Área 5, Islay, tem [t̪ˠ] ou [t̪ˠl̪ˠ]
6. Área 6, St Kilda, tinha [w] ou [ʊ̯]

The Survey of Scottish Gaelic Dialects ocasionalmente relata formas labialized como [l̪ˠw] ou [l̪ˠv] fora da área onde eles aparecem predominantemente, por exemplo em Harris e Wester Ross. 

### Aspiração
As paradas de fortis /pʰ, t̪ʰ, tʲʰ, kʲʰ, kʰ/ são surda e aspiradas; essa aspiração ocorre como pós-aspiração na posição inicial e, na maioria dos dialetos, como pré-aspiração na posição medial após vogais acentuadas. Semelhante à manifestação de aspiração, as consoantes delgadas têm um offglide palatal quando inicial e um onglide palatal quando medial ou final.

#### Pré-aspiração

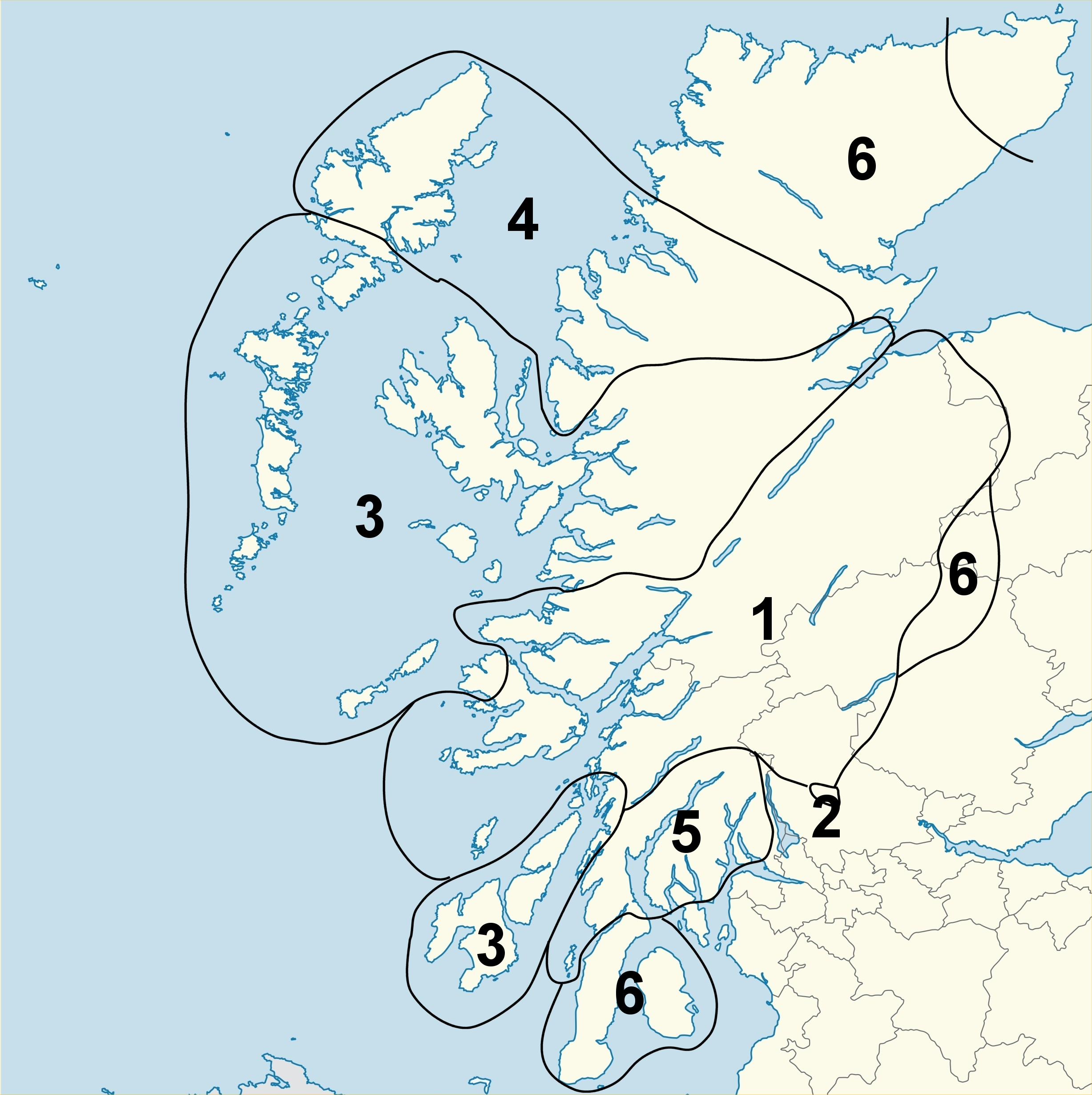

A pré-aspiração varia em força e pode se manifestar como glótica ([ʰ] ou [h]) ou pode variar dependendo do local de articulação da consoante pré-aspirada; sendo [ç] antes dos segmentos "delgados" e [x] antes dos segmentos "largos". A ocorrência de pré-aspiração segue uma hierarquia de c> t> p; ou seja, se um dialeto tem pré-aspiração com /pʰ/, também o terá nos outros lugares de articulação. A pré-aspiração se manifesta da seguinte forma:
1. Área 1 como [xk xt xp] e [çkʲ çtʲ çp]
2. Área 2 como [xk xt hp] e [çkʲ çtʲ hp]
3. Área 3 como [xk ht hp] e [çkʲ htʲ hp]
4. Área 4 como [ʰk ʰt ʰp]
5. Área 5 como [xk] e [çkʲ] (sem pré-aspiração de t e p)
6. Área 6 sem pré-aspiração

A falta de pré-aspiração coincide com a vocalização completa das paradas não aspiradas. Os dialetos da área 6 em vigor mantêm em grande parte as paradas do irlandês médio, assim como o manx e o irlandês.

### Nasalização
Em alguns dialetos gaélicos (particularmente o noroeste), as paradas no início de uma sílaba tônica tornam-se expressa quando seguem consoantes nasais do artigo definido, por exemplo: taigh ('uma casa') é [t̪ʰɤj] mas um taigh ( 'a casa') é [ən̪ˠ d̪ (ʱ) ɤj]; cf. também tombaca ('tabaco') [t̪ʰomˈbaʰkə]. Em tais dialetos, as paradas lenis /p, t, tʲ, kʲ, k/ tendem a ser completamente nasalizadas, assim, doras ('uma porta') é [t̪ɔrəs], mas uma doras ('a porta') é [ə n̪ˠɔrəs ]. Isso é semelhante à eclipse em gaélico clássico e irlandês, mas não idêntica, pois só ocorre quando uma nasal está foneticamente presente, enquanto a eclipse em gaélico clássico e irlandês pode ocorrer em posições após uma nasal histórica (mas não mais presente).
A sonorização de interrupções aspiradas surdas e a nasalização das oclusivas não aspiradas (expressas) ocorre após a preposição an/am ('em'), an/am ('deles'), a partícula interrogativa an e algumas outras partículas e ocasionalmente, depois de qualquer palavra terminada em nasal, por exemplo a bheil thu a 'faighinn cus? como [ɡʱus] em vez de [kʰus].
Nos dialetos do sul das Hébridas, o nasal opcionalmente desaparece inteiramente antes de uma consoante, incluindo plosivas.

### Lenição e ortografia
As consoantes lenizadas têm pronúncias especiais.
| Radical | Radical   | Radical     | Lenido      | Lenido | Lenido   |
| Ampla   | Delgado   | Orthography | Orthography | Ampla  | Delgado  |
| ------- | --------- | ----------- | ----------- | ------ | -------- |
| [p]     | [pj][10]  | b           | bh          | [v]    | [vj][10] |
| [kʰ]    | [kʲʰ]     | c           | ch          | [x]    | [ç]      |
| [t̪]     | [tʲ]      | d           | dh          | [ɣ]    | [ʝ]      |
| [f]     | [fj][10]  | f           | fh          | silent | silent   |
| [k]     | [kʲ]      | g           | gh          | [ɣ]    | [ʝ]      |
| [l̪ˠ]    | [ʎ]       | l*          | l*          | [l̪ˠ]   | [l̪]      |
| [m]     | [mj][10]  | m           | mh          | [v]    | [vj]     |
| [n̪ˠ]    | [ɲ]       | n*          | n*          | [n]    | [n]      |
| [pʰ]    | [pʰj][10] | p           | ph          | [f]    | [fj][10] |
| [rˠ]    | [rˠ]      | r*          | r*          | [ɾ]    | [ɾ]      |
| [s̪]     | [ʃ]       | s           | sh          | [h]    | [hj][10] |
| [t̪ʰ]    | [tʲʰ]     | t           | th          | [h]    | [hj][10] |  *A lenição do [l n r] inicial não é mostrada por escrito. No começo de palavras, estes são sempre assumidos como tendo os valores fortes (/ (l̪ˠ) ʎ n̪ˠ ɲ rˠ /) a menos que estejam em um ambiente de lenição ou a menos que pertençam a um grupo pequeno e claramente definido de partículas (principalmente as formas das preposições ri e le). Em outro lugar, qualquer uma das realizações de [l n r] pode ocorrer; [l̪ˠ] é tolerável apenas em gaélico Harris, que retém o quarto som l [l̪].
O /s̪/ não é lenizado quando aparece antes de /m p t̪ k/. A lenição pode ser bloqueada quando consoantes homorgânicas (ou seja, aquelas feitas no mesmo local de articulação) entram em conflito com as regras de lenição gramaticais. Algumas dessas regras são ativas (particularmente com dentais), outras tornaram-se fossilizadas (ou seja, velares e labiais). Por exemplo, lenição bloqueada no sobrenome Caimbeul ('Campbell') (versus Camshron 'Cameron') é um incidente de lenição bloqueada fossilizada; lenição bloqueada no ar em taigh salach "na casa suja" (vs ar um 'bhalach mhath' no bom menino ') é um exemplo da regra de bloqueio da lenição produtiva.

## Entonação
O acento está geralmente na primeira sílaba: por exemplo drochaid ('uma ponte') [ˈt̪rɔxɪtʲ].

## Epêntese
Uma característica distintiva da pronúncia gaélica (também presente nos dialetos escoceses e ingleses escoceses (cf. girl [ɡɪɾəl] e filme [fɪləm]) é a inserção de vogais epentéticas entre certas consoantes adjacentes. Isso afeta ortográfico lnr quando seguido por ortográfico bh ch g gh m mh e ortográfico m seguido por lrs ch.
tarbh ('touro') - [t̪ʰaɾav] Alba ('Escócia') - [al̪ˠapə].

Ocasionalmente, há ocorrências irregulares da vogal epentética, por exemplo em Glaschu / kl̪ˠas̪əxu / ('Glasgow').Frequentemente, há grandes variações na qualidade das vogais nas vogais epentéticas, conforme ilustrado por um mapa que mostra as pronúncias de "dearbh".
1. Área 1 [tʲɛɾav]
2. Área 2 [tʲaɾa (v)] com o [v] aparecendo na região noroeste, mas não no sudeste
3. Área 3 [tʲɛɾɛv]
4. Área 4 [tʲɛɾʊ] com vocalização do [v]
5. Área 5 [tʲɛɾəv] com redução da vogal epentética como no irlandês

## Tons
De todas as línguas celtas, os tons lexicais só existem nos dialetos de Lewis e Sutherland no extremo norte da área de língua gaélica. Fonética e historicamente, assemelham-se aos tons da Noruega, Suécia e oeste da Dinamarca; essas línguas têm contornos tonais típicos de palavras monossilábicas e de palavras dissílabas. No gaélico de Lewis, é difícil encontrar pares mínimos. Entre os exemplos raros estão: bodh (a) [po.ə] ('rocha subaquática') vs. bò [poː] ('vaca') e fitheach [fi.əx] ('raven') vs. fiach [fiəx ] ('dívida'). Outro exemplo é a diferença tonal entre ainm [ɛnɛm] e anam [anam], o último dos quais tem o contorno tonal apropriado para um dissílabo. Essas diferenças tonais não podem ser encontradas na Irlanda ou em qualquer outro lugar no Gàidhealtachd escocês. Além disso, eles estão desaparecendo inteiramente entre os falantes mais jovens, mesmo em Lewis.

## Variação morfofonológica

O sufixo de substantivo verbal regular, escrito <(e) adh>, tem várias pronúncias.

1. Área 1: [əɣ] (conforme esperado pela grafia)
2. Área 2: [ək]
3. Área 3: [əv]
4. Área 4: sem sufixo
5. Área 5: [ʊ] A área 6 é caracterizada por um alto nível de variação entre palavras e informantes adjacentes

Para algumas palavras é possível resolver a área indeterminada, por exemplo com o verbo sgrìobadh ("raspagem"):
1. Área 1: [əɣ] (conforme esperado pela grafia)
2. Área 2: [ək]
3. Área 3: [əv]
4. Área 4: sem sufixo
5. Área 5: [ʊ]
6. Área 6: [ə]